# Annie Seifert
Anna Caroline „Annie“ Seifert (* 28. Juni 1863 in Dresden; † 26. Januar 1913 ebenda) war eine deutsche Malerin.

## Leben
Annie Seifert wurde 1863 in Dresden als Tochter eines Medizinalrats geboren. Sie war die Schwester der Malerin Dora Seifert. Annie Seifert studierte bei Wilhelm Claudius in Dresden und in München bei Hugo von Habermann, Theodor Hummel.
In Dresden war sie 1904 Gründungsmitglied der Gruppe Dresdner Künstlerinnen, Ortsverband Dresdner Künstlerinnen, des 1908 neu gegründeten Bundes Deutscher und Österreichischer Künstlerinnenvereine.

## Werk
Annie Seifert betätigte sich als Blumen- und Landschaftsmalerin.